# Gurgy-la-Ville
Gurgy-la-Ville é uma comuna francesa na região administrativa da Borgonha-Franco-Condado, no departamento de Côte-d'Or. Estende-se por uma área de 11,25 km². Em 2010 a comuna tinha 32 habitantes (densidade: 2,8 hab./km²).